# شیبوکامو
شیبوکامو (به فرانسوی: Chibougamau) شهرکی در ناحیه نور-دو-کبک در استان کبک کانادا است. در سرشماری سال ۲۰۱۱ این شهرک ۷٬۷۴۷ نفر جمعیت داشته‌است و مساحت آن ۱٬۰۴۱٫۹۷ کیلومتر مربع است.